# Культ огня
Культ огня — поклонение в той или иной форме священному огню, известное с древнейших времён у различных народов и в различных религиях, в первую очередь распространённое среди индо-иранских народов, однако встречавшееся и у многих европейских — от ирландцев до римлян.
В современном понимании выражения «культ огня» и «огнепоклонничество» относятся в первую очередь к зороастрийской религии, где огонь является главным предметом поклонения и посредником между людьми и божеством; в итоге в древнем Иране учение о священном огне стало неотъемлемой частью религии.
Культ огня занимает также важное место в индуизме ведийской эпохи; по мнению В. И. Авдиева, в Индии зарождение этого культа восходит к древнейшим временам освоения огня, когда впервые появились особые жрецы атхварван, задачей которых являлось поддержание священного огня.